# 二ノ宮八幡神社
二ノ宮八幡神社（にのみやはちまんじんじゃ）は、徳島県名西郡神山町に鎮座する神社。

## 概要
県道31号に面した当地集落の中心部にある。平安時代後期までは阿波一ノ宮は同じ神山町の大粟神社
で、二ノ宮は当宮となる。
1180年（治承4年）、清水三郎義勝が京都の石清水八幡宮の分霊を現在地の裏山に勧請され鎮座されたが、その後、風水害に遭い現在地に遷座され、1453年（享徳2年）頃に再建され、柚宮（ゆのみや）ともいわれていた。蜂須賀家政が阿波国に入った後に二ノ宮と呼ばれるようになった。牛馬の神として広く県下一円に崇敬された。
明治34年に幣殿拝殿は丸平瓦葺に改修、大正8年に本殿屋根を檜皮葺に、昭和39年暮れに本殿屋根を銅板葺に、昭和58年12月には拝殿屋根を銅板葺と幣殿の改築がされる。

## 境内

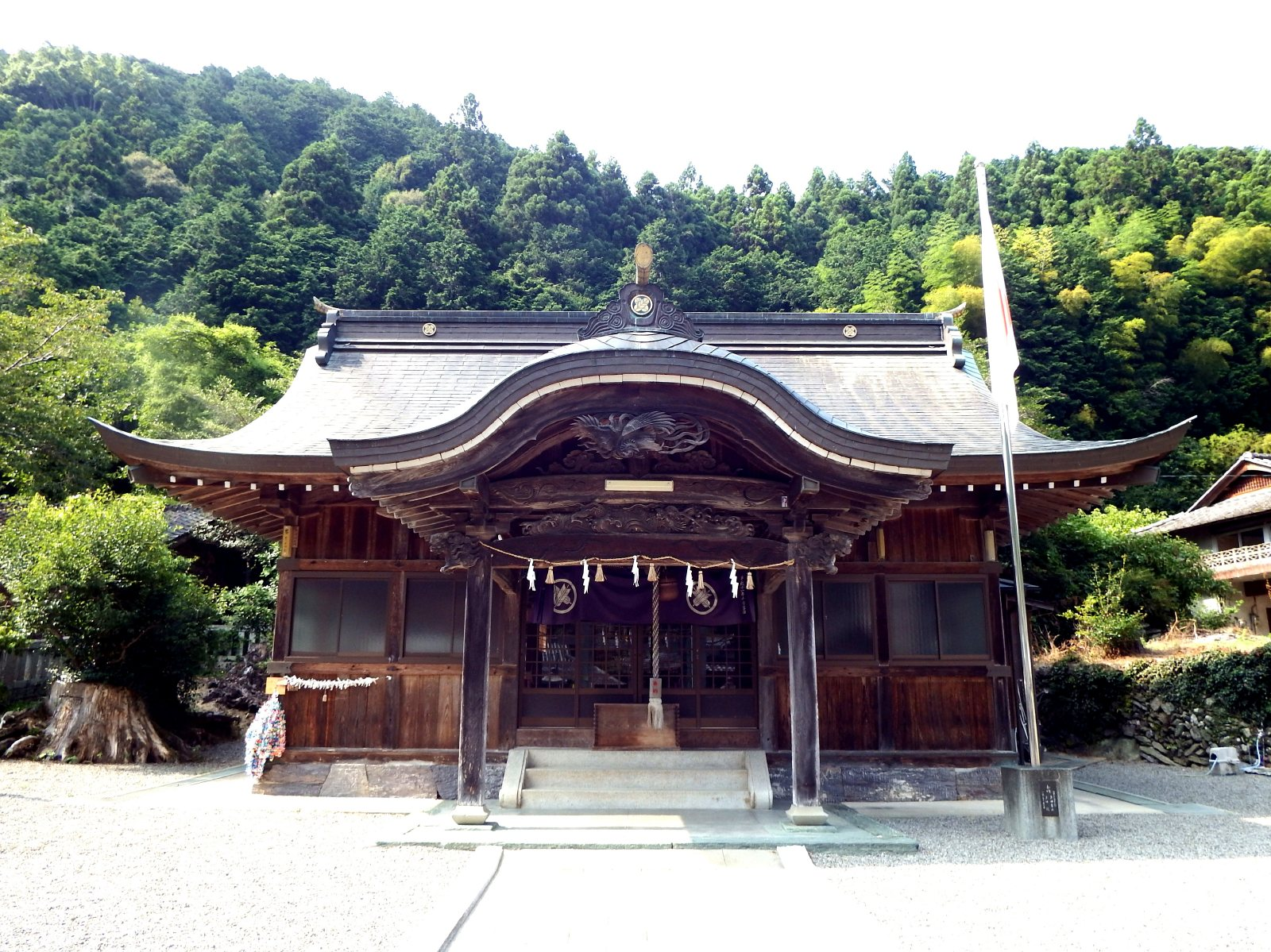
拝殿
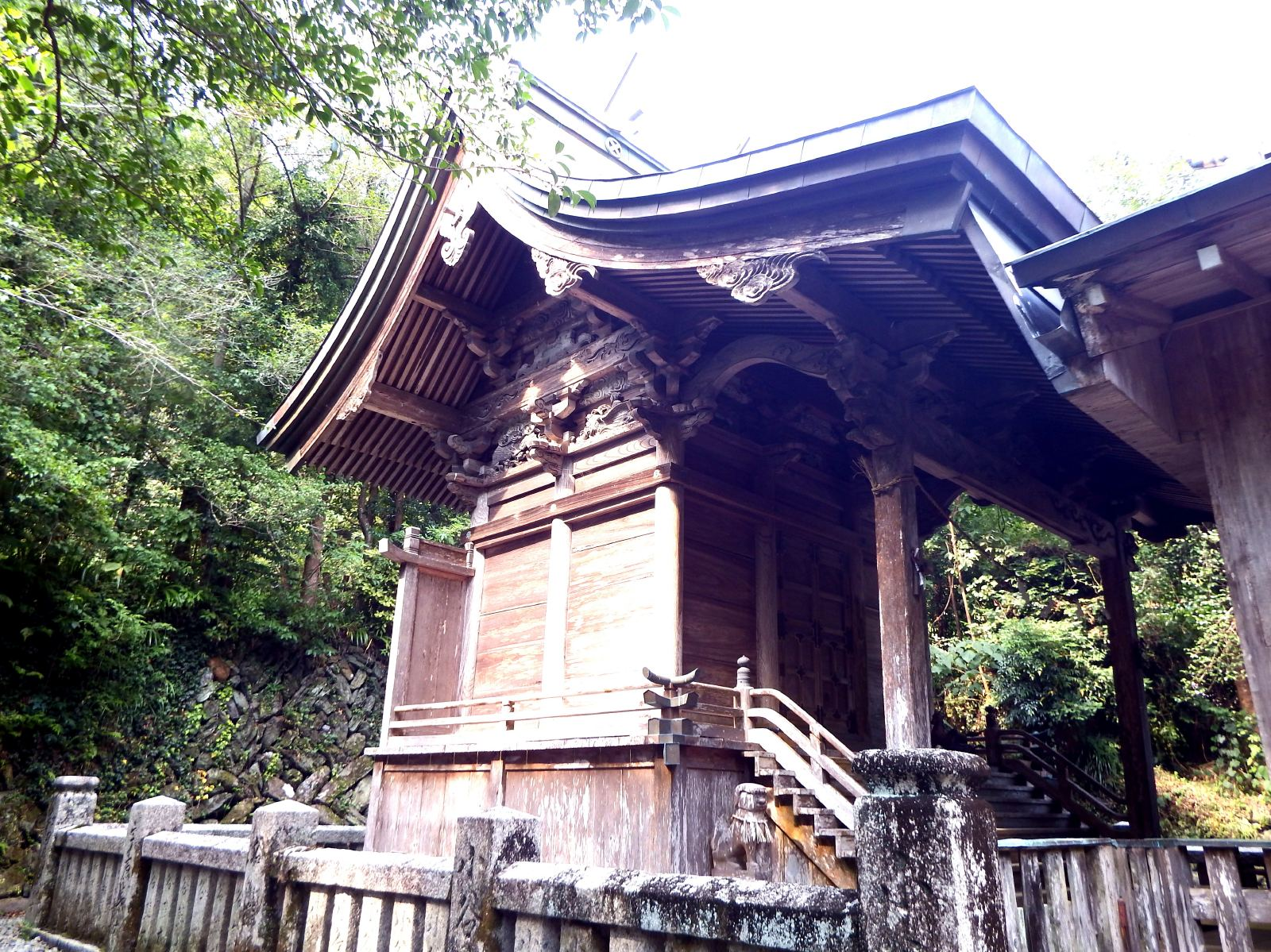
本殿
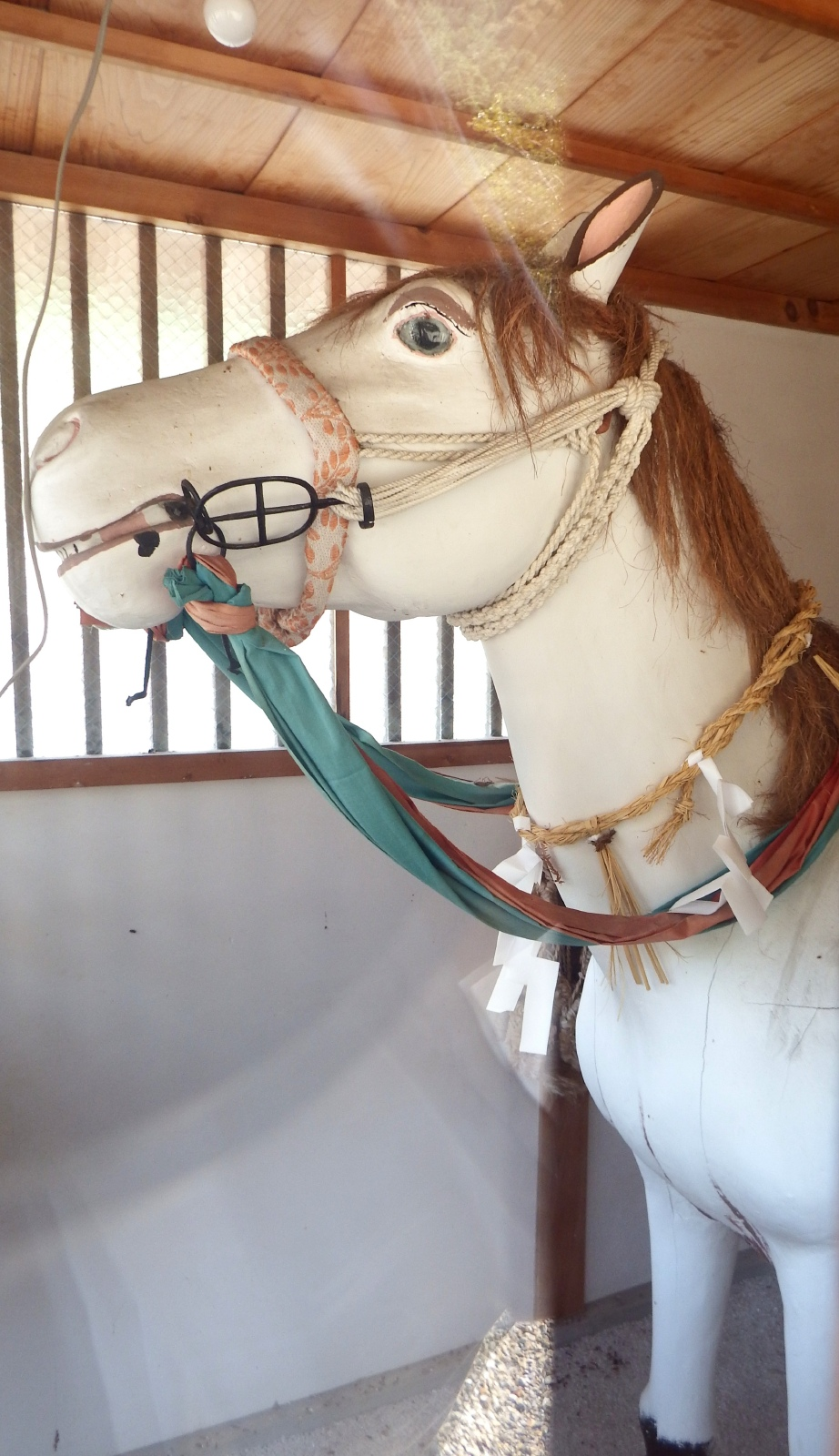
馬舎の神馬
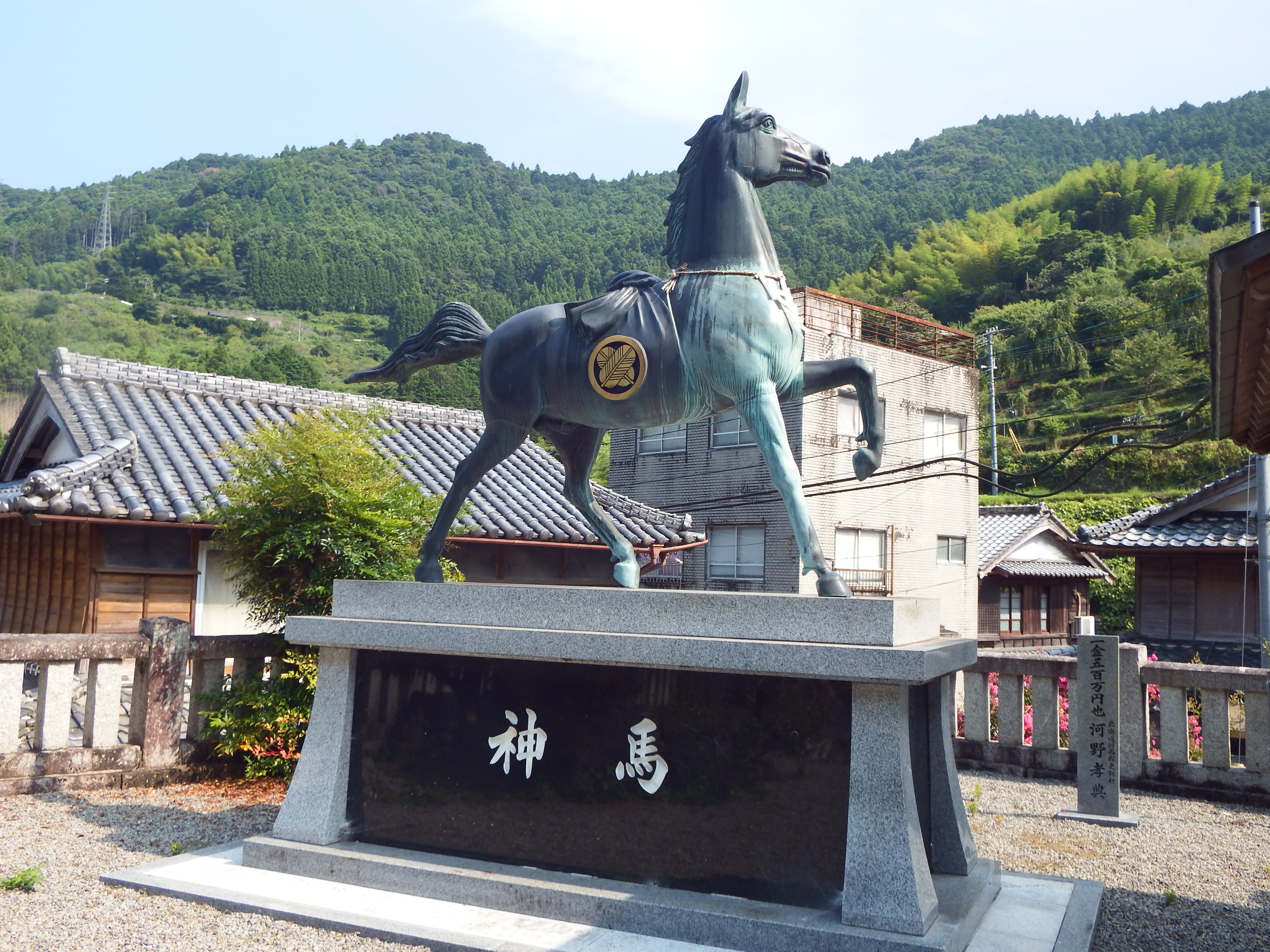
神馬
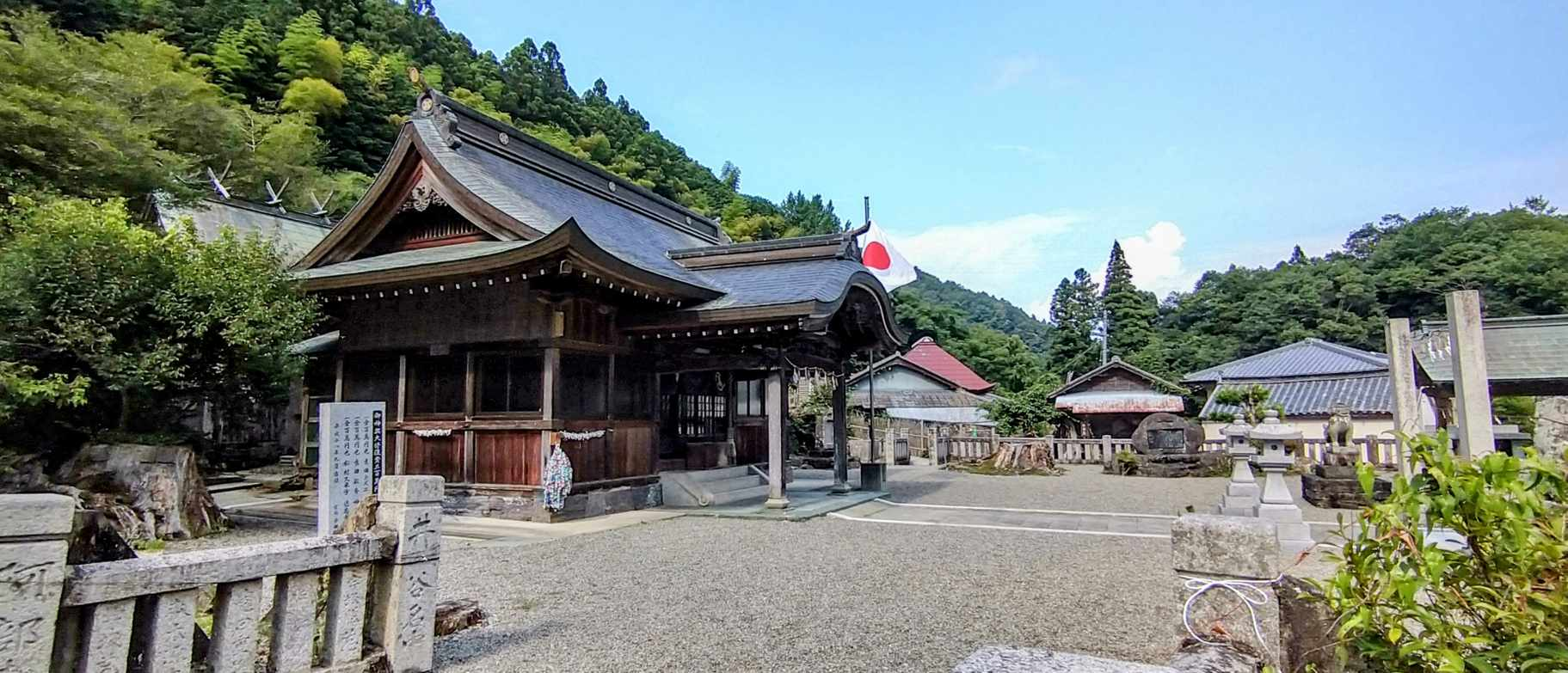
境内

## 祭神
- 応神天皇
- 神功皇后
- 仁徳天皇

## 交通
- JR徳島駅より車で約45分。
- 徳島自動車道「藍住インターチェンジ」より車で約45分。
- 道の駅温泉の里神山から県道20号線そして県道31号線を使って車で約15分。